# Basilique Notre-Dame des Tables
La basilique Notre-Dame des Tables est une église-basilique située en plein cœur de Montpellier, rue du Collège, elle est intimement liée à l'histoire de la ville de Montpellier. Cette église est l'église mère de Montpellier et la ville est sous son patronage ainsi que celui de saint Firmin.
La construction de l'édifice de style baroque a commencé en 1707 sous la direction de l'architecte Jean Giral et terminé en 1748. Il s'agit de l'ancienne chapelle du collège des Jésuites (actuel musée Fabre), qui devint l’église paroissiale Notre-Dame des Tables en 1802.

## L'ancienne église Notre-Dame des Tables
L'église primitive de Notre-Dame des Tables se trouvait sur l’actuelle place Jean-Jaurès. L'église Sainte-Marie qui s’élevait, de 1090 à 1794, est devenue en 1204 Sainte-Marie des Tables, puis Notre-Dame des Tables. Il ne subsiste de l’ancien édifice que quelques vestiges de la crypte et des caveaux funéraires. La crypte de l'ancienne église a été transformée en musée (musée du Vieux Montpellier).
Au Moyen Âge, autour de l'église Sainte-Marie, étape sur la route de Saint-Jacques-de-Compostelle, se dressaient les tables des changeurs de monnaie et les étals des marchands. Cet environnement signalait le sanctuaire parmi d'autres et le nom de « Notre-Dame des Tables » lui est resté.
Embelli et transformé aux XIVe et XVe siècles, l’édifice fut reconstruit deux fois lors des guerres de religion : de 1560 à 1622, la crise religieuse qui secoue Montpellier entraîne Notre-Dame dans une série de désastres. Affectée au culte réformé sous le nom de « Temple de la Loge » en 1561, elle sera en partie détruite en 1568 et 1581, excepté la tour de l'horloge construite en 1432. L'évêque de Montpellier, Guittard de Ratte, reprend possession de l'église en décembre 1600. La reconstruction commence entre 1605 et 1608. En 1621, elle est à nouveau détruite par les protestants. Reconstruite entre 1650 et 1655, elle est détruite définitivement à partir de 1794.

## La basilique actuelle

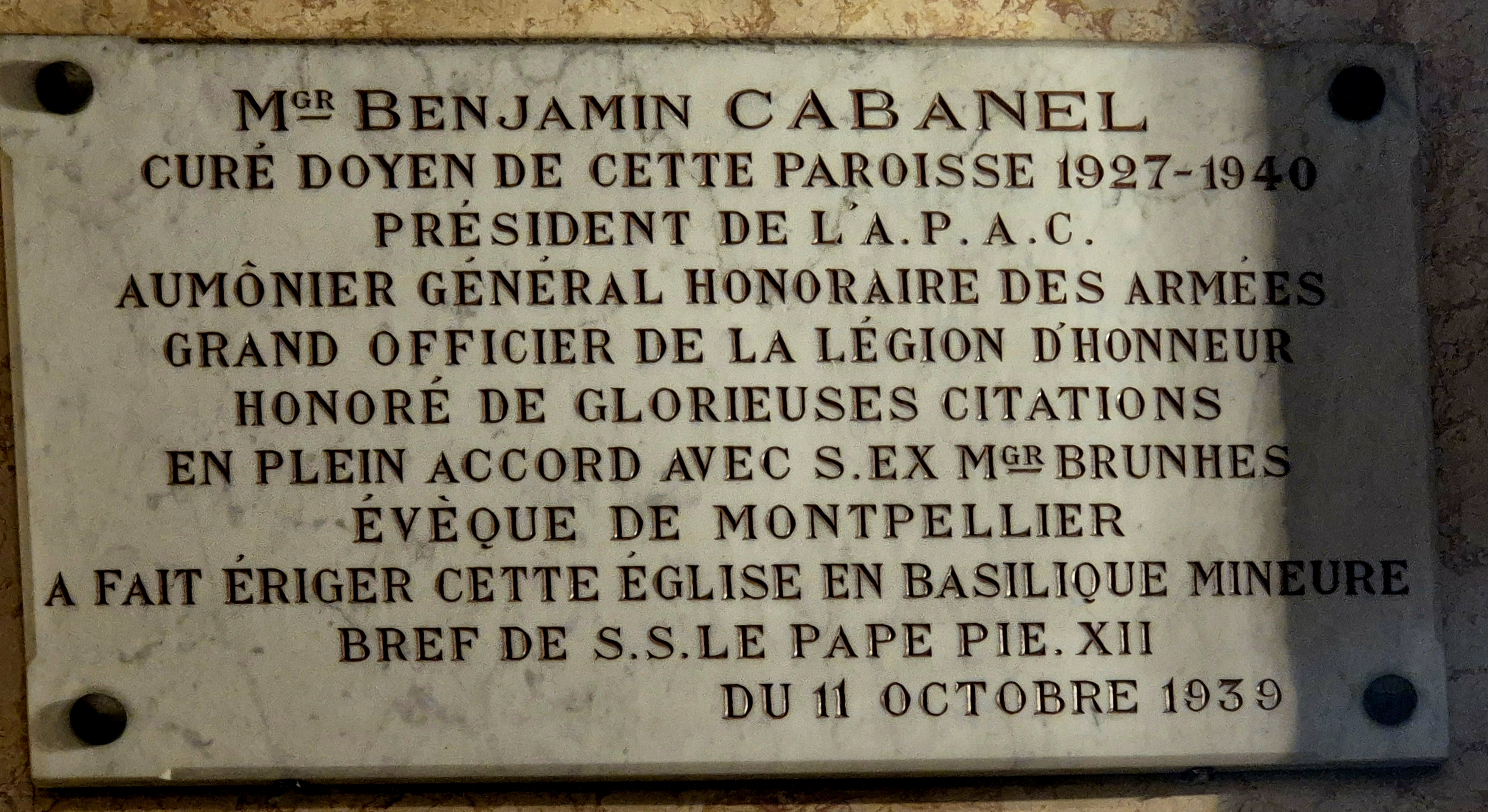
Plaque commémorative de l'érection de l'église Notre-Dame des Tables en basilique mineure (1939)

Le titre prestigieux du sanctuaire marial disparu a été transféré en 1802 à l'ancienne chapelle du collège des Jésuites, qui devint l’église paroissiale Notre-Dame des Tables. La construction de l'édifice situé rue du Collège que l'on peut admirer aujourd'hui avait commencé en 1707 sous la direction de l'architecte Jean Giral.

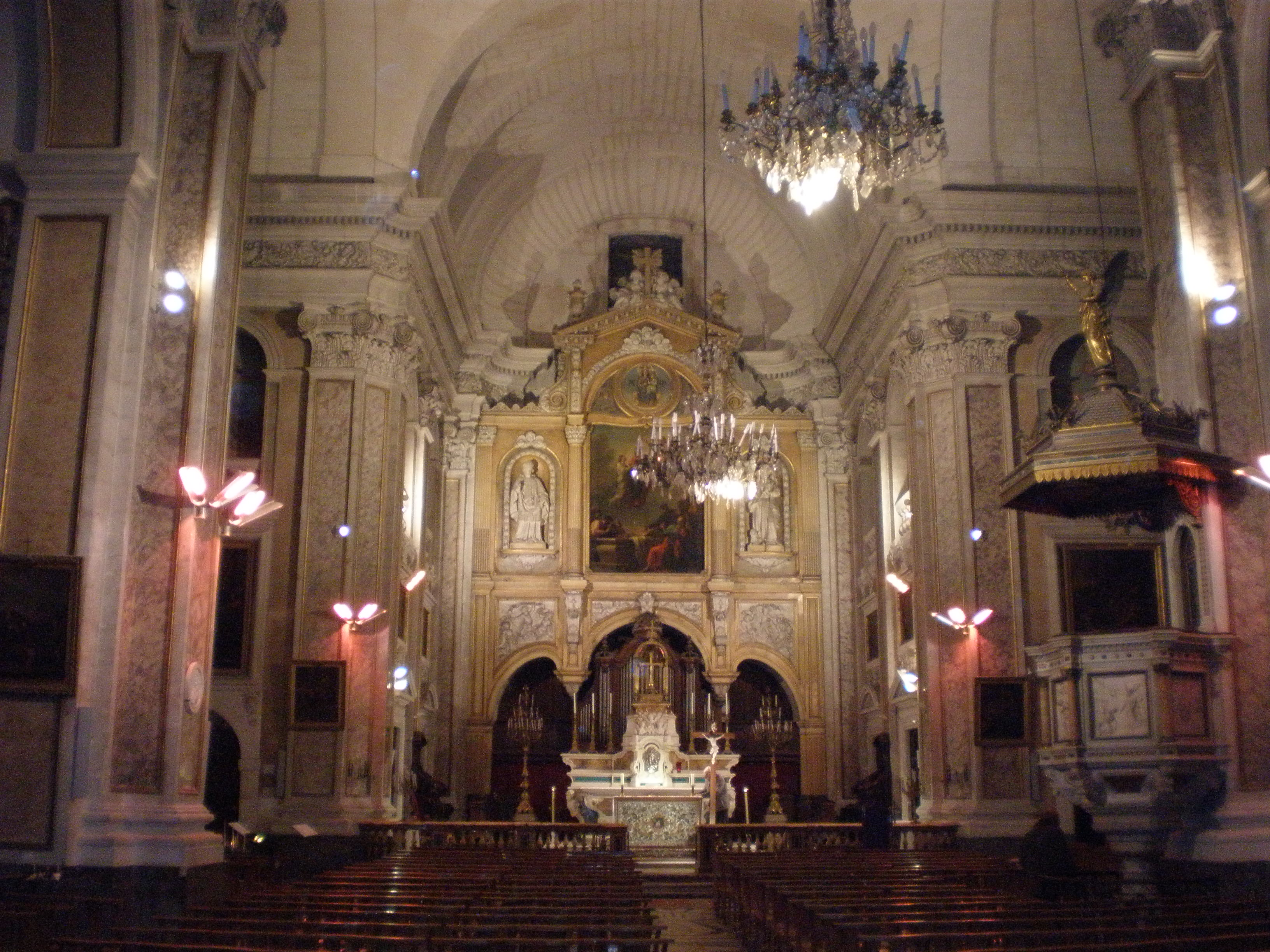
L'intérieur de la Basilique

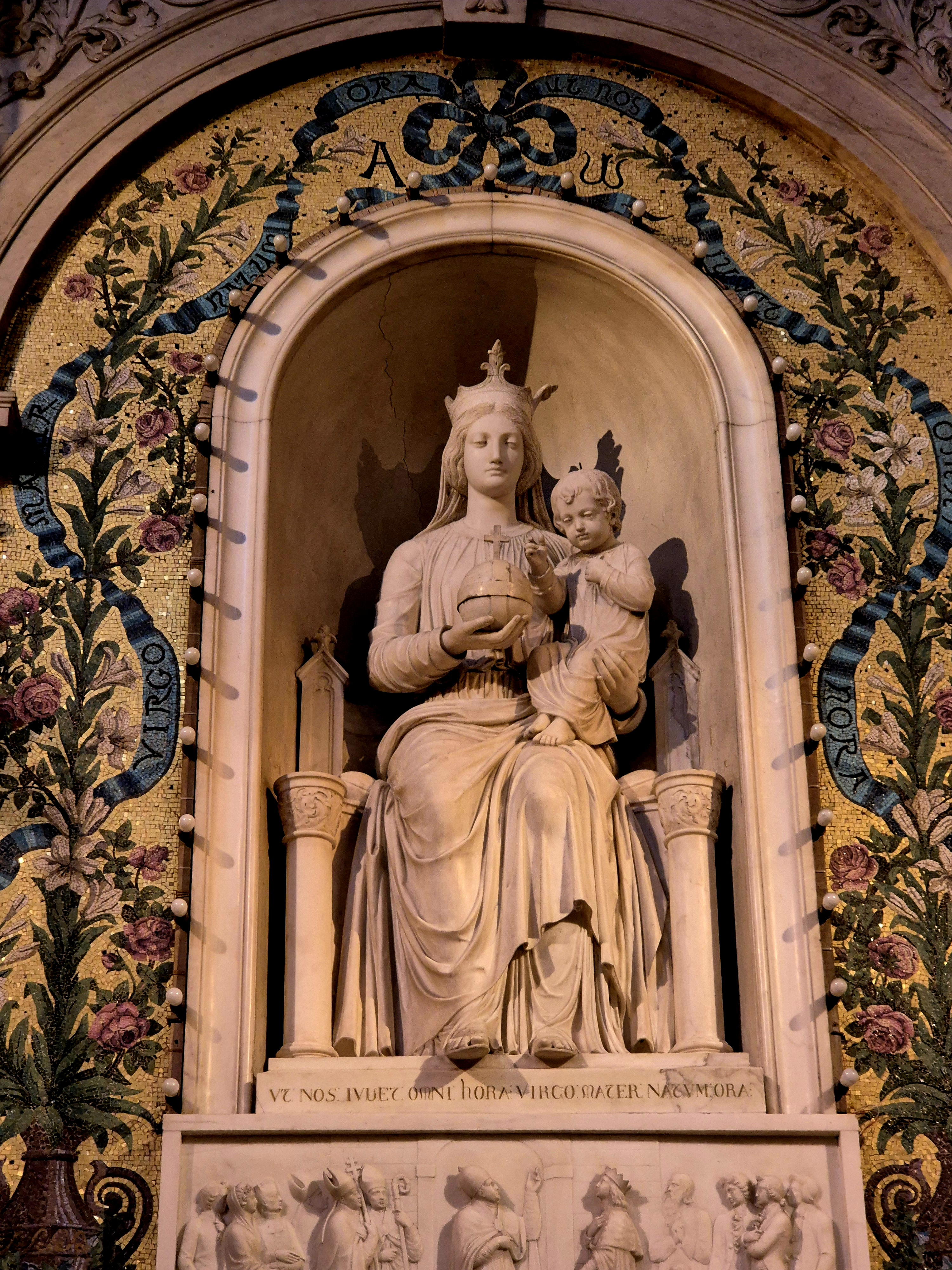
Statue de la Vierge en majesté dans le transept nord. Sur la base et sur le phylactère de la mosaïque est gravée l'inscription Virgo Mater Natum ora ut nos juvet omni hora (Vierge Mère, prie ton Fils pour qu'il nous aide à toute heure), devise de la ville de Montpellier.

Notre-Dame des Tables a été érigée en basilique mineure par le pape Pie XII le 11 octobre 1939.
L'ancien collège est devenu lycée, puis ses bâtiments ont accueilli l'extension du musée Fabre voisin. D'importants aménagements et agrandissements effectués récemment permettent d'y découvrir une riche collection d'œuvres intéressantes :
- Le chœur 
  - Retable et maître-autel en marbre de Auguste Baussan (1853)
  - L'orgue de chœur est de Théodore Puget (1893) possède 2 claviers, un pédalier et 9 jeux
  - Le tableau L'Assomption de Jean-Charles Nicaise Perrin[2] (1804, monument historique depuis 1911[3]) est encadré à droite par la statue de saint Roch, enfant de Montpellier ; à gauche par celle de saint Firmin, évêque d'Uzès, copatron de Montpellier.

En 1938, l'église est inscrite au titre des monuments historiques.
Depuis 2002, la basilique Notre-Dame fait partie de la "Paroisse Cathédrale Montpellier" qui regroupe toutes les églises du centre-ville. Le curé de la paroisse est l'Abbé Michel Plagniol depuis 2009, le recteur de la basilique est le Chanoine Jacques Bétoulières depuis 2016.
En 2025, à l’occasion du Jubilé de l’Espérance, le sanctuaire a été désigné par Norbert Turini, évêque de Montpellier, comme l’une des dix églises jubilaires du diocèse.

## Le grand orgue
Il fut construit vers 1751-1752 par le facteur d'orgues Dom Bédos de Celles (1709-1779) pour l'abbaye de Saint-Thibéry où il résida de 1751 à 1759. Après la destruction définitive de l'ancienne église Notre-Dame des Tables à la Révolution française, la nouvelle paroisse Notre-Dame des Tables, installée dans l'ancienne chapelle du collège des Jésuites, part à la recherche d'un orgue pour ses cérémonies. Cambacerés, archi-chancelier de l'Empire, souhaita doter la nouvelle basilique d'un instrument prestigieux. Il ordonna le transfert de l'orgue de l'abbaye de Saint-Thibéry à la basilique Notre-Dame des Tables où il fut installé en 1805.

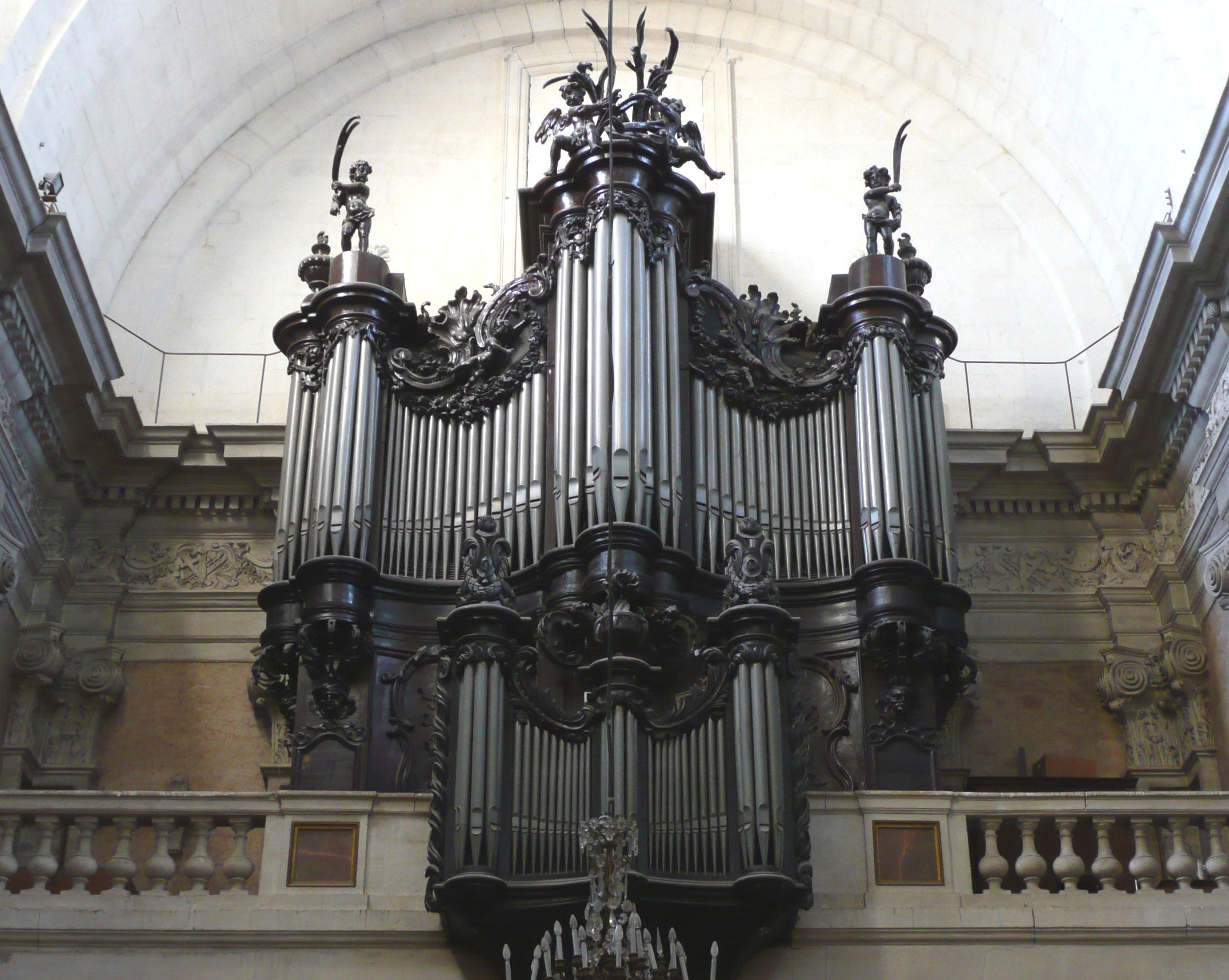
Le grand orgue de la basilique

D'après Norbert Dufourcq, l'orgue originel était dépourvu de positif dorsal et possédait 2 claviers (grand-orgue et positif) dont la tuyauterie était disposée sur un grand sommier double à gravures alternées. Le buffet conçu par Dom Bédos, de style rocaille, est très original : une grande tourelle centrale trilobée en trèfle à 13 tuyaux, encadrée de 2 plates-faces concaves terminées par deux singulières tourelles géminées dont la plus extrême regarde les côtés de la nef. Bien que l'on n'en possède pas de preuve écrite, il est très probable que ses sculptures soient l'œuvre de Dominique Ferrère qui travaillait dans la région à cette époque et fut hébergé à l'abbaye de Saint Thibéry; il a ainsi édifié le buffet de l'orgue de la cathédrale Saint-Fulcran de Lodève dû à Jean-François L'Épine.
En 1805 l'orgue est transféré à Notre Dame des Tables par un facteur inconnu; certains avancent le nom de Jean-François L'Épine.
En 1846 nouvelle restauration par le montpelliérain Prosper-Antoine Moitessier qui nous a laissé les beaux tuyaux de façade actuels épousant harmonieusement les courbes et les tourelles des deux buffets.
En 1884, l'orgue est reconstruit dans l'ancien buffet par la manufacture Théodore Puget & Fils de Toulouse. L'orgue comprend trois claviers: grand-orgue, positif expressif et récit expressif et un pédalier de quatre jeux. Une bonne partie de la tuyauterie de Dom Bédos est réutilisée (19 jeux, environ 650 tuyaux) mais profondément remaniée (ré-harmonisation, pavillonnage, dispersion). C'est à cette occasion que le buffet perd sa couleur vert-clair avec sculptures et moulures argentées.
En 1995, restauration par Gérard Bancells de Toulouse dans l'esprit de l'orgue Puget mais en reclassant la tuyauterie parfois dispersée de Dom Bédos et en fournissant quatre jeux neufs.
L'orgue possède aujourd'hui 3 claviers de 56 notes, un pédalier de 30 notes et 37 jeux. Les 19 jeux de Dom Bédos, la tuyauterie de Moitessier (une centaine de tuyaux) contenue dans la partie instrumentale de l'orgue et le buffet en noyer sculpté du XVIIIe siècle sont classés monuments historiques en 1975,.

## Les cloches
La basilique est dotée de trois cloches :
- la plus ancienne date de 1933 et se nomme "Notre-Dame des Tables", fondue par la fonderie Granier d'Hérépian (située à l'époque à Castanet-le-Bas), elle pèse 420 kg et donne la note La#3.
- la seconde cloche date de 1985 et se nomme "Emmanuelle-Julie-Isabelle", fondue par la fonderie Granier d'Hérépian, elle pèse une tonne et donne la note Fa3. Cette cloche a été offerte par Georges Frêche, maire de Montpellier à l'époque.
- le bourdon ou cloche de la victoire date de 1946 et se nomme "Victoire-Etiennette-Adrienne", fondue par la fonderie Granier d'Hérépian, il pèse 1,7 tonne et donne la note Ré3.

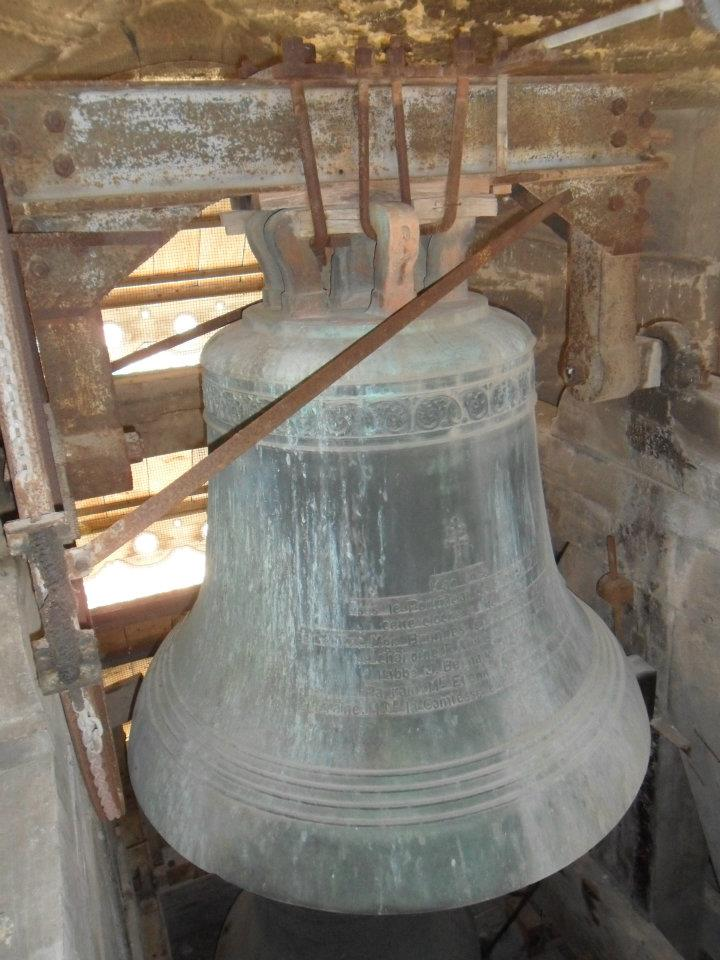
Le bourdon Victoire-Etiennette-Adrienne (note : Ré3)
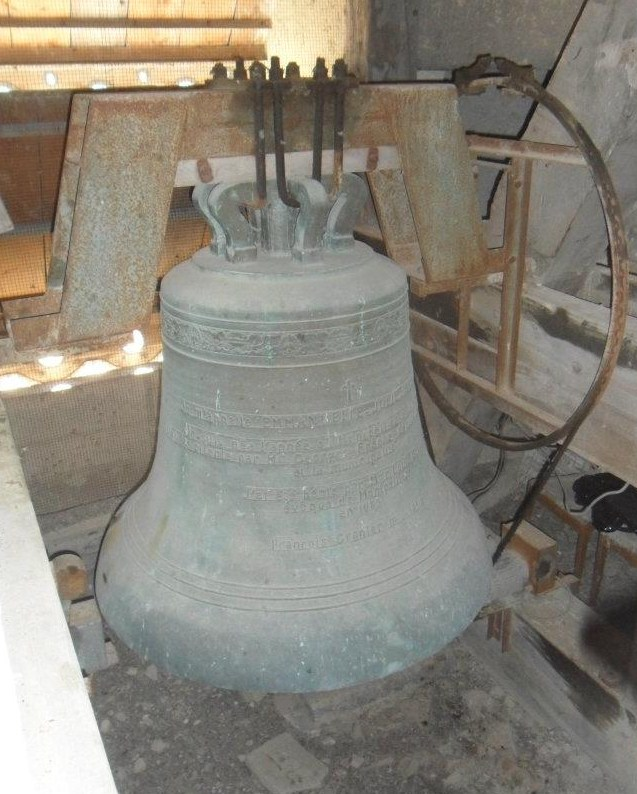
Cloche no 2 Emmanuelle-Julie-Isabelle (note : Fa3)
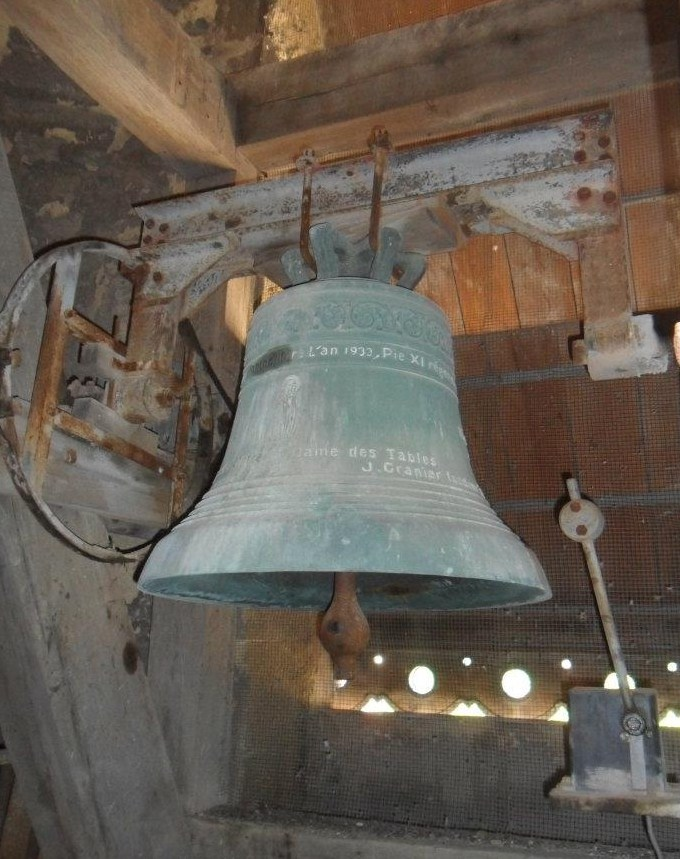
Cloche no 1 Notre-Dame des Tables (note : La#3).